# لاسال (یوتا)
لاسال (به انگلیسی: La Sal) یک منطقهٔ مسکونی در ایالات متحده آمریکا است که در شهرستان سن‌خوآن، یوتا واقع شده‌است. لاسال ۱۱۹٫۲ کیلومتر مربع مساحت و ۳۳۹ نفر جمعیت دارد و ۲٬۱۲۷ متر بالاتر از سطح دریا واقع شده‌است.